# Campaspe Shire
Campaspe Shire is een Local Government Area (LGA) in Australië in de staat Victoria. Campaspe Shire telt 38.261 inwoners. De hoofdplaats is Echuca.